# Chen Daoming
Chen Daoming (陈道明S, Chén DàomíngP; Tientsin, 26 aprile 1955) è un attore cinese.
In occasione del centenario della nascita dell'industria cinematografica in Cina nel 2005, la China Film Performance Art Academy lo ha inserito nella lista dei "100 migliori attori in 100 anni di cinema cinese".

## Filmografia
- Hero (英雄, Yīngxióng), regia di Zhang Yimou (2002)
- Infernal Affairs III - Affari sporchi (無間道III, Mou gaan dou III), regia di Andrew Lau e Alan Mak (2003)

## Doppiatori italiani
- Gino La Monica in Hero
- Sergio Lucchetti in Infernal Affairs III - Affari sporchi